# 地圖的盡頭
《地圖的盡頭》（英語：Never-Ending Road）是一部2017年上映的台灣電影。由威廉、楊千霈、日比野玲、鍾瑶、呂雪鳳、喜翔主演，2016年12月25日開鏡，台灣於2017年9月15日上映。

## 演員列表

### 主要演員
| 演員姓名 | 角色名稱 | 介紹 |
| 威廉     | 范子旭   |      |
| 楊千霈   | 林芊蓓   |      |
| 日比野玲 | 安藤正男 |      |
| 鍾瑶     | 范子曦   |      |

### 其他演員
| 演員姓名 | 角色名稱    | 介紹 |
| 呂雪鳳   | 阿鳳姨/阿姑 |      |
| 喜翔     | 海旺叔      |      |
| 張國棟   | 林父        |      |
| 馬文彬   | 直銷講師    |      |
| 蔡安妍   | Monica      |      |
| 吳以涵   | 安藤由美    |      |

## 工作人員
- 導演：張志勇
- 編劇：馬文彬（原創故事）、馬文雅、李哲光（前期編劇）  宋東庭、王舒煒（後期編劇）
- 發行公司：地頭影業股份有限公司

## 外部連結
- 地圖的盡頭的Facebook專頁